# Megacerops
Megacerops je rod vyhynulého lichokopytníka z čeledi brontotheriidae. Tento vyhynulý rod lichokopytníků je příbuzný koňům a podobný nosorožcům. Megacerops žil v Severní Americe během pozdního Eocénu.

## Popis

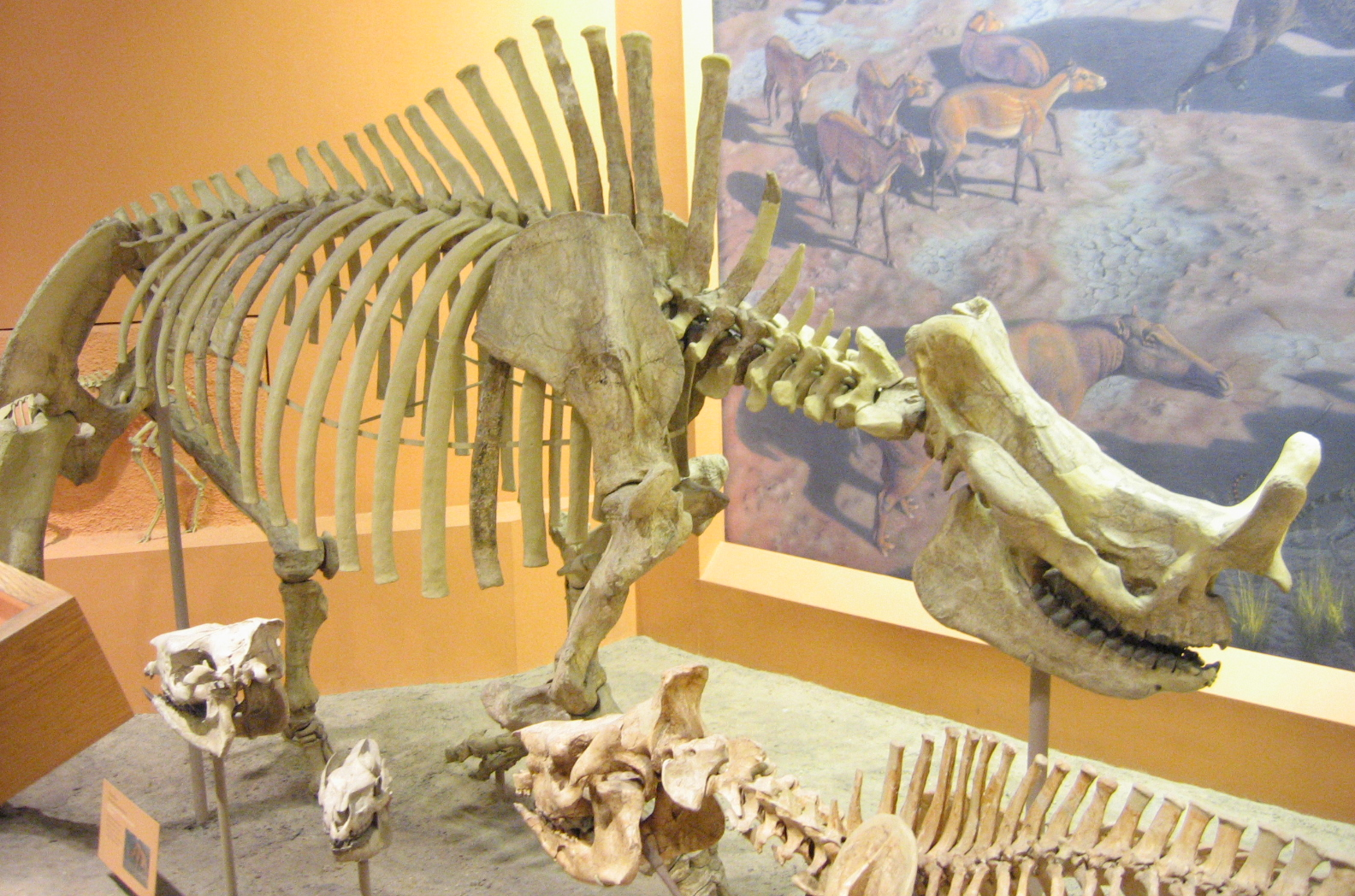
kostra Megaceropse

Všechny druhy měly párové tupé rohy na čenichu (délka rohů byla různá u jednotlivých druhů). U všech druhů měl samec větší rohy než samice. Megacerops byl veliký živočich, na výšku měřil 2,5 metru a dlouhý byl 5 metrů. Odhadovaná hmotnost je 3,3 tuny. Megacerops byl tedy větší než jakýkoliv dnešní nosorožec. Svou velikostí se podobá slonu pralesnímu a ze současných suchozemských živočichů ho velikostí překonává jen slon indický a slon africký. Tvar zubů naznačuje, že preferoval měkkou vegetaci jako stonky a listy. Jako všichni jeho příbuzní měl malý mozek.

## Paleobiologie
Na kostře dospělého samce byla nalezena částečně zahojená zlomenina žeber, což podporuje teorii, že samci spolu pomocí rohů bojovali. Toto zranění způsobil jiný samec, při boji, protože dospělý Megacerops byl dostatečně velký, než aby si na něj mohl troufnout jakýkoli predátor. Své rohy možná používali pro svou ochranu a pro ochranu mláďat před creodonty a nimravidy.

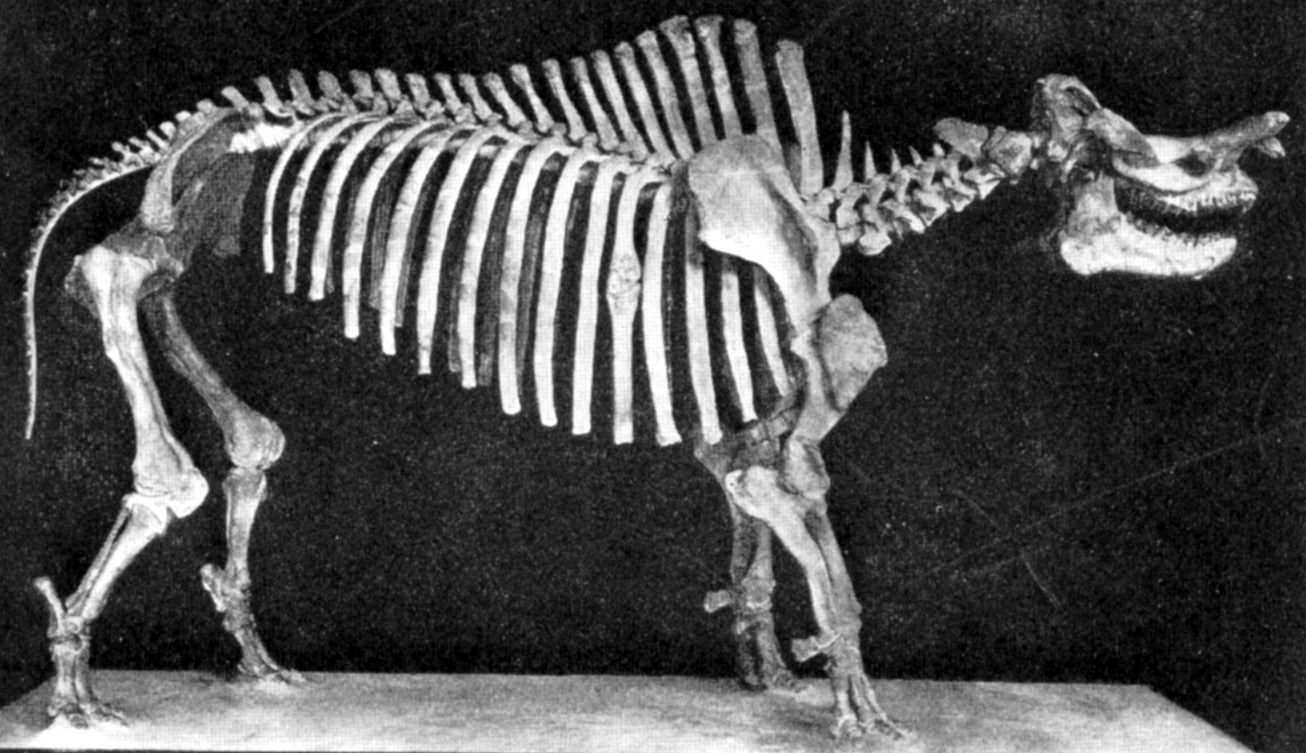
kostra v Americkém přírodovědeckém muzeu

## Objev
Fosilie megaceropse byly objeveny na severu Velkých plání. Mnoho pozůstatků bylo nalezeno v Jižní Dakotě a Nebrasce. V minulosti našli exempláře odkryté dešti Indiáni. Indiáni si mysleli, že tito živočichové vyvolávají bouři, proto se tento živočich jmenuje Megacerops, což v překladu znamená hromový kůň. Mnoho fosílií vzniklo tak, že megaceropsové ve stádě zahynuli při sopečné erupci ve Skalnatých horách. Megacerops byl formálně pojmenován roku 1870. Později bylo objeveno mnoho rodů z čeledě Brontotheriidae, přičemž u rodů Menodus, Brontotherium, Brontops, Menops, Ateleodon a Oreinotherium bylo zjištěno, že zřejmě ve skutečnosti patří do rodu Megacerops.

## Synonyma
- Brontotherium?